# 苏禄群岛

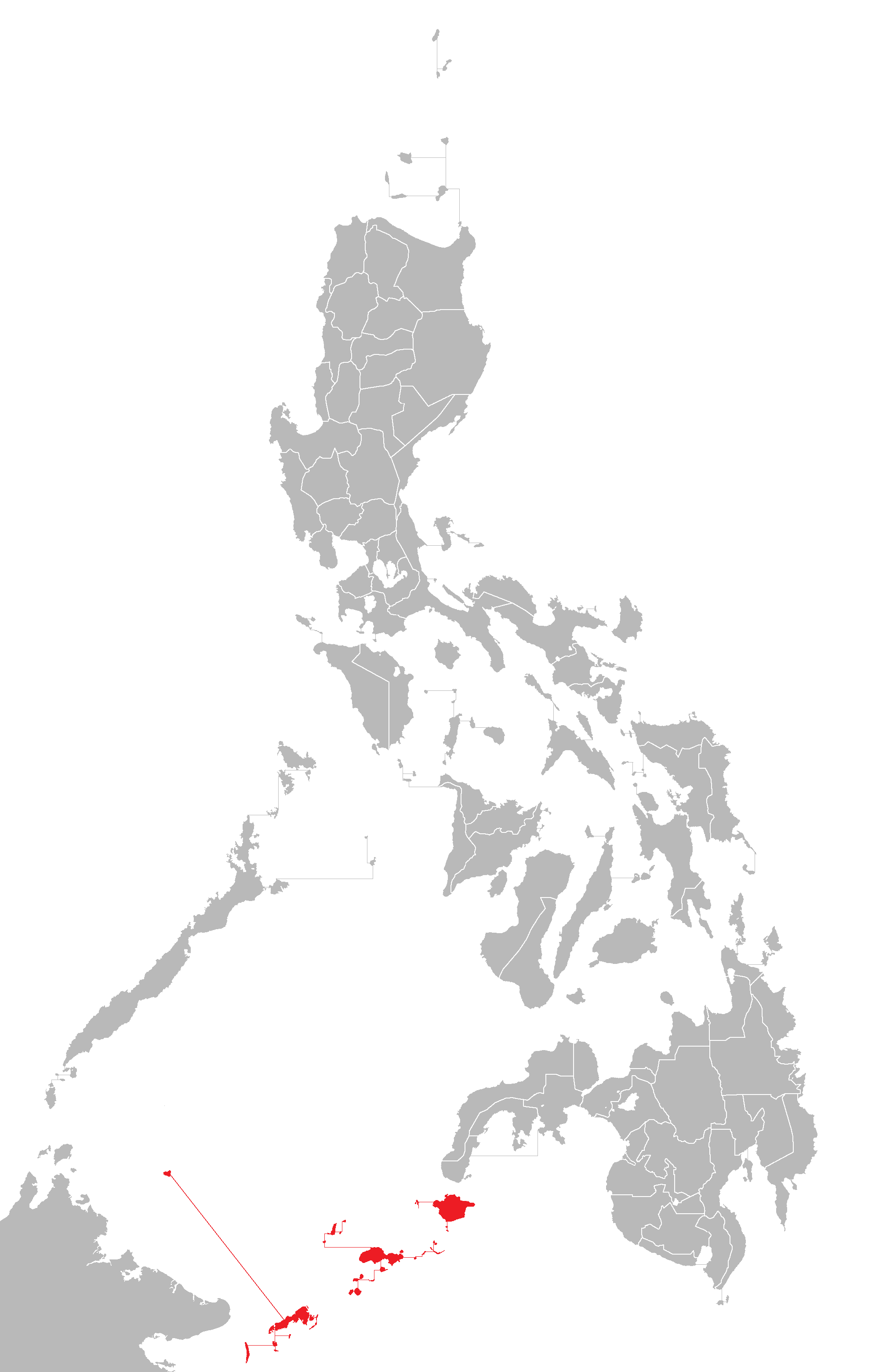
苏禄群岛位于菲律宾西南部、处于沙巴东边

苏禄群岛（Sulu Archipelago），菲律宾西南部岛群。自民答那峨三宝颜半岛向西延伸至加里曼丹岛东岸，与马来西亚沙巴州相望，有800个以上小岛组成，分为五个岛群，面积2823平方公里，大岛都为火山岛，小岛为珊瑚礁，有热带森林，种植椰子、稻米、咖啡、可可、玉米等。该群岛因古代属于苏禄苏丹国而得名，现是菲律宾的一个省--蘇祿省，首府为和乐。其西南端的海龟群岛以产海龟及其卵著名。
《南海志》作苏录，《元史》作苏鲁国，《岛夷志略》作苏禄，《海岛逸志》作苏洛
明朝永乐年間蘇祿東王曾經親自率使臣到中國明朝北京拜見明成祖，不幸病故，葬於德州，部份家屬及隨從留在山東德州，其墓遺址在今日苏禄王墓。

## 地理
自民答那峨三宝颜半岛向西延伸至加里曼丹岛东岸，与马来西亚沙巴州相望，有800个以上小岛组成，分为五个岛群，面积2823平方公里，大岛都为火山岛，小岛为珊瑚礁，有热带森林，种植椰子、稻米、咖啡、可可、玉米等。

## 歷史
明朝永乐年間蘇祿東王曾經親自率使臣來中國明朝北京拜見明成祖，不幸病故，葬於德州，部份家屬及隨從留在山東德州，其墓遺址在今日苏禄王墓。

## 行政區劃
现是菲律宾的一个省--蘇祿省，首府为和乐。

## 關聯項目
- 蘇祿蘇丹國

## 延伸阅读
[在维基数据编辑]
 《欽定古今圖書集成·方輿彙編·邊裔典·蘇祿部》，出自陈梦雷《古今圖書集成》
- 陈佳荣，谢方，陆俊玲 《古代南海地名》 中华书局 1986年版1048页SULU 条

## 外部連結
- 维基共享资源上的相關多媒體資源：苏禄群岛
- Template:Wikivoyage inline